# Eupelops differens
Eupelops differens är en kvalsterart som först beskrevs av Mihelcic 1953.  Eupelops differens ingår i släktet Eupelops och familjen Phenopelopidae. Inga underarter finns listade i Catalogue of Life.